# Jaroslav Plocek
Jaroslav Plocek (* 3. února 1946) je bývalý český fotbalista, záložník. Fotbalovou liga hrál i jeho syn Jaromír Plocek.

## Fotbalová kariéra
V československé lize hrál za Spartak Hradec Králové. Nastoupil ve 29 ligových utkáních a dal 1 ligový gól. V nižší soutěži hrál i za TJ VCHZ Pardubice.

## Ligová bilance
| Ročník                                   | Zápasy | Góly | Klub                   |
| ---------------------------------------- | ------ | ---- | ---------------------- |
| 1. československá fotbalová liga 1972/73 | 29     | 1    | Spartak Hradec Králové |
| 2. československá fotbalová liga 1974/75 | -      | -    | TJ VCHZ Pardubice      |
| CELKEM 1. liga                           | 29     | 1    |                        |